# Дворник, Дино
Миленко «Дино» Дворник (хорв. Miljenko "Dino" Dvornik; 20 августа 1964, Сплит — 7 сентября 2008, Загреб) — хорватский певец, автор песен, продюсер, актёр и звезда реалити-шоу. Получил в Хорватии славу «короля фанка».

## Биография

### Ранние годы
Родился 20 августа 1964 года в хорватском городе Сплит (тогда СР Хорватия, СФРЮ) в семье актёра Бориса Дворника и Дианы Дворник (Томич). Вместе со своим старшим братом Деаном Дворником и отцом он снимался в фильмах и телесериалах Югославии в 1970-е годы. Среди его киноработ выделяются телесериал «Наше маленькое место» (1969—1971), «Матерь» (1976), «Время дерзновенных» (1977), «Над синим морем» (1979) и «Любовь — хлеб с девятью корочками» (1990), а также его последняя работа — «Эта чудесная сплитская ночь» (2004) Арсена Остойича, завоевавшая ряд наград на кинофестивалях.
В августе 1989 года Дино женился на Даниеле Кулиш, в браке родилась дочь Элла, ставшая певицей и бьюти-блогером.

### Карьера музыканта
Дино ходил в музыкальную школу, однако классическая музыка ему особо не нравилась. В 1981 году со своим братом Деаном он создал фанк-группу «Kineski Zid» (с хорв. — «Китайская стена») — так в народе в Сплите прозвали дом, в котором жила семья Дино. Помимо музыки, Дино увлекался и бейсболом. С молодости он стремился походить на своего кумира в лице Моррисси из британской The Smiths, а также слушал западный фанк (Джеймс Браун, Стиви Уандер, Cool and the Gang, Джордж Бенсон, Earth Wind и Fire). В 1983 году выпущен альбом «Suzy»: Дино был автором музыки, а Деан — автором текстов песен. Успеха в Югославии альбом не снискал, однако стал первым материалом в жанре фанк. Уже позже Деан уехал в Америку, а Дино продолжил сольную карьеру на родине, став настоящей легендой хорватской эстрады.
В 1988 году Дино дебютировал на Загребском музыкальном фестивале с песней «Tebi pripadam» и получил приз от жюри за лучший дебют. Вопреки традиции, он появился на сцене со студийными музыкантами. Выступление открыло ему дорогу на эстраду, и он принялся записывать дебютный сольный альбом. В 1989 году он выпустил свой альбом «Dino Dvornik» на лейбле Jugoton (Croatia Records), где сам написал всю музыку и исполнил её, а авторами текстов стали Горан Краль и Златан Стипишич. Из выделяющихся песен представлены «Zašto praviš slona od mene» авторства Стипишича, «Tebi pripadam», «Ljubav se zove imenom tvojim» и «Ti si mi u mislima». Альбом разошёлся тиражом в 750 тысяч проданных экземпляров и снискал популярность на дискотеках. В 1990 году вышел второй альбом «Kreativni nered» (с хорв. — «Творческий беспорядок»), записанный на студиях Lisinski в Загребе и Vilović в Сплите. Тексты писали Златан Стипишич, Рэмбо Амадеус и Озрен Канцеляк, аранжировщиками были Нено Белан и Драган «Лаки» Лукич. Среди песен представлены «Jače manijače» авторства Рэмбо Амадеуса, в записи альбома «Hoćemo Gusle!» которого в 1989 году участвовал и Дино.

### Признание
В 1990-е годы Дворник снискал мировую славу, организовав множество гастролей по Европе и США. В 1993 году вышел третий альбом «Priroda i društvo» (с хорв. — «Природа и общество») в жанре техно, посвящённый серьёзным жизненным темам. Это был представлено в таких песнях, как «Split Junkie», «Extasy», «Ying & Yang» и «The Return of a Man With a Rubber Brain». Однако в это же время впервые Дино впал в депрессию и стал зависеть от наркотических веществ. Некоторое время ему пришлось даже прекратить выступления, чтобы избавиться от назойливого внимания СМИ; ситуация осложнялась и шедшей в стране войной.
В 1995 году он вернулся на хорватскую сцену с макси-синглом «Afrika» и песней «Žigolo»: сингл занял высокие места в чартах. В 1996 году за успех сингла Дворник был награждён премией Porin (лучшая аранжировка хита), хотя награда могла достаться и другой песне — «Ništa kontra Splita» Ненада Виловича, которая стала неофициальным гимном Сплита и с которой Дино на Сплитском музыкальном фестивале завоевал гран-при. В том же 1995 году вышел его первый и единственный концертный альбом «Live In München»: на концерте выступала также группа Songkillers.
В 1997 году вышел четвёртый альбом «Enfant terrible», в записи которого участвовали Давор Гобац, Мариян Бан, Степан «Джимми» Станич, группа Songkillers и другие. Среди выдающихся композиций присутствуют «Male noćne orgulje na plin (a capella)», «La Baraka Blues Mravac, Gonzo...» и «Điha, điha», ставшая визитной карточкой альбома. В 1998 году Дворник получил вторую премию Porin за этот альбом как лучший в Хорватии. На том же альбоме композиция «Afrika» стала одной из наиболее популярных песен Дворника. В 1998 году вышел сборник «Vidi ove pisme» с 17 лучшими песнями Дино Дворника, получивший Porin в своей номинации и ставший наиболее продаваемым сборником года.
Пятый студийный альбом «Big Mamma» вышел в 1999 году и подвергся разгромной критике, не снискав успеха в Хорватии. Отсутствие визитной карточки с альбома стало одной из причин плохой продаваемости альбома. В 2000 году Дворник получил премию «Золотая птица» от лейбла Croatia Records за продажу свыше 100 тысяч экземпляров альбомов и синглов с 1991 по 2000 годы; в лейбле он работал также редактором в отделе отечественной музыки. Однако в 2001 году Дворник из-за творческих разногласий ушёл с лейбла и перешёл работать в компанию Orfej, принадлежащую телерадиокомпании HRT.
В 2002 году на лейбле Orfej вышел шестой студийный альбом Дворника под названием «Svicky», записанный на студии Даворина Илича в Загребе и вышедший через 8 месяцев после записи (Илич ранее сотрудничал с Дворником). В записи участвовали Игор Гержина (саксофон), Младен «Баучо» Баучич (саксофон) и Ванда Винтер (вокал). После выхода альбома Дворник стал выступать в клубах как ди-джей. В 2005 году начал работу с лейблом Dancing Bear.
Дворник неоднократно говорил, что на продажи его альбомов во многом повлиял распад Югославии: ему пришлось буквально бороться на рынке, где господствовали разные музыкальные стили и появлялись новые артисты, однако благодаря высоким отзывам критиков и слушателей он снискал славу одного из наиболее известных исполнителей Хорватии.

### Последние годы жизни
Дворник пытался побороться неоднократно со своей наркозависимостью, однако терпел неудачи. Будучи примерным семьянином, он стремился создать на всех выступлениях дружелюбную атмосферу и развеселить, однако слухи о нём не прекращались. Один слух гласил, что нетрезвый Дворник на вручении одной из музыкальных премий помочился буквально на членов жюри, выразив свой протест против их решения по премиям; другой утверждал, что однажды Дворник пришёл на одну такую церемонию в одних трусах, выразив своё возмущение людьми с плохим вкусом, которые сюда пришли.
С 2004 года и до конца своих дней он вёл блог; к этому увлечению его подключились позже жена и дочь. В 2006 году он снял реалити-шоу «Дворники» по образцу известного шоу «Семейка Осборнов». Был известен как фанат футбольного клуба «Сплит». Проживал в Загребе, хотя неоднократно приезжал в родной город с концертами.
Дино Дворник скончался 7 сентября 2008 года спустя 18 дней после своего 44-летия. Причиной смерти стала передозировка антидепрессантами. Его супруга Даниела обнаружила мужа без сознания в 11 часов утра. Похороны Дино состоялись спустя 3 дня на загребском кладбище Мирогой.
Его последний альбом «Pandorina kutija» (с хорв. — «Ящик Пандоры») вышел уже после смерти певца в октябре 2008 года на лейбле Dancing Bear. Последним прижизненным синглом стала песня «Hipnotiziran» (с хорв. — «Загипнотизирован»). Альбом был удостоен четырёх премий Porin, а самому певцу посмертно присудили награду за выдающийся вклад в музыку и преданность своему делу.

## Дискография
- Dino Dvornik[хорв.] (1989)
- Kreativni nered[хорв.] (1990)
- Priroda i društvo[хорв.] (1993)
- Live In Muenchen[хорв.] (1994)
- Enfant terrible[хорв.] (1997)
- The Best of, Vidi ove pisme[хорв.] (1998)
- Big Mamma[хорв.] (1999)
- 2002 godine u Splitu![хорв.] (2001)
- Svicky[хорв.] (2002)
- Pandorina kutija[хорв.] (2008)
- Dino Dvornik The Ultimate Collection[хорв.] (2009)
- Pandorina kutija (Special Edition) + 3 new tracks + DVD[хорв.] (2010)[7]